# Shmuel Safrai

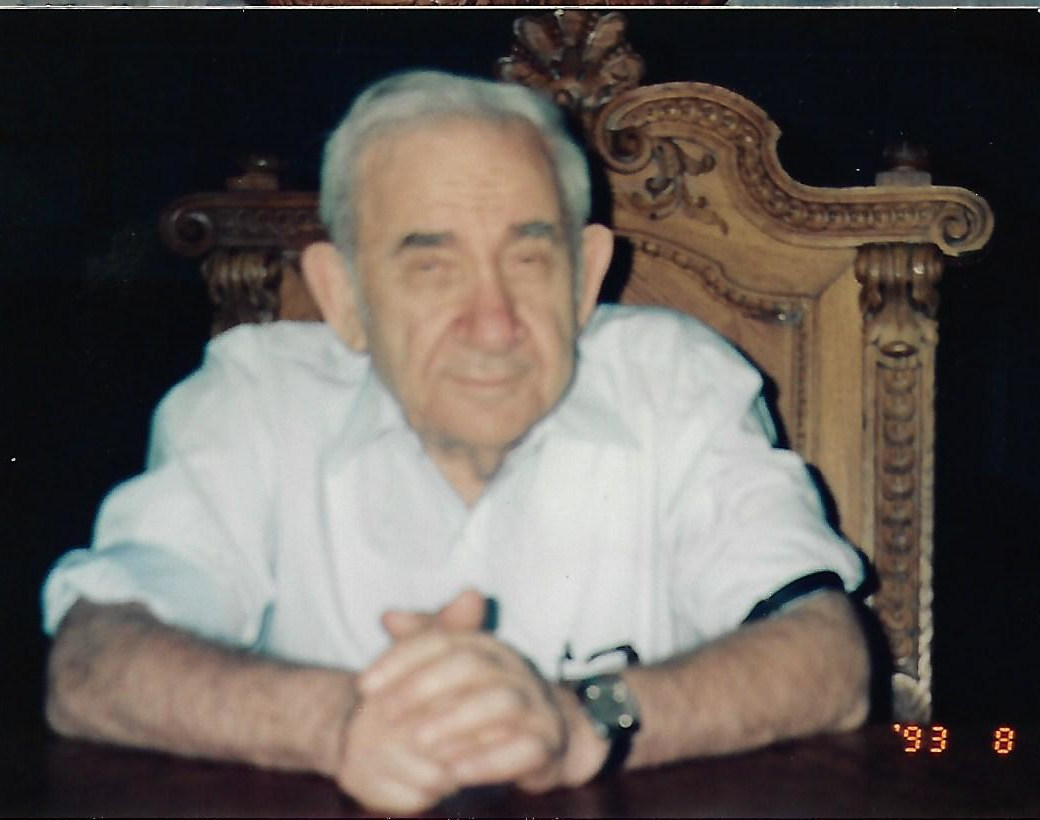
Shmuel Safrai

Shmuel Safrai (hebräisch שמואל ספראי, geboren 31. Mai 1919 in Warschau, Polen; gestorben 16. Juli 2003 in Jerusalem, Israel) war ein israelischer Historiker, Judaist und Hochschullehrer.

## Leben
Safrais Eltern wanderten mit ihrem Kind 1922 in das Mandatsgebiet Palästina aus.
Von 1931 bis 1939 lernte Safrai an der Merkas HaRaw Jeschiwa.
Dort wurde er 1939 als Rabbiner ordiniert.
Er setzte seine Ausbildung an der Hebräischen Universität Jerusalem fort.
Hier erlangte er 1952 seinen Master.
1957 promovierte er auf den Gebieten der Jüdischen Geschichte, des Talmud und der Bibel.
1978 wurde er an der Hebräischen Universität Jerusalem zum Professor für Jüdische Geschichte der Mischna-und-Talmud-Periode berufen.
Zusammen mit David Flusser und Robert Lisle Lindsey gründete Safrai die Jerusalem School of Synoptic Research.

## Preise und Anerkennung
Safrai wurde mit vielen Preisen ausgezeichnet, darunter 1986 der Jerusalem-Preis und 2002 der Israel-Preis für seine große Expertise in der Mischna und im Talmud, in griechischen und lateinischen Quellen und in den Ursprüngen des Christentums.

## Forschungsinteressen
Hauptwerk von Safrai ist der 45-bändige Kommentar zur Mischna namens Mischna des Landes Israel (Mishnat Eretz Yisrael, hebräisch משנת ארץ ישראל).
Diesen Kommentar begann Safrai und setzte ihn dann zusammen mit seinen Kindern Ze'ev Safrai und Chana Safrai fort.
Seit dem Tod von Shmuel und Chana Safrai arbeitet Ze'ev Safrai an dem Werk weiter.
Bisher sind 35 Bände erschienen.
Anliegen des Kommentars ist es, die Gesetze der Mischna im sozio-historischen Zusammenhang ihrer Zeit zu erläutern.
Dazu zog Safrai alle aus dieser Zeit verfügbaren Quellen und auch die archäologischen Funde aus dieser Zeit heran.
Safrai forschte über die Geschichte des jüdischen Volkes zur Zeit der Mischna und des Talmuds.
Zu diesen Forschungen zog er auch christliche Quellen, wie zum Beispiel die Synoptischen Evangelien des Neuen Testamentes hinzu.

## Familie
Safrai war verheiratet und hatte zwei Kinder, Chana und Ze'ev Safrai.

## Veröffentlichungen

### Bücher
- mit Menahem Stern, David Flusser, Willem Cornelis van Unnik: The Jewish People in the First Century. Historical Geography, Political History, Social, Cultural and Religious Life and Institutions (in der Reihe Compendia rerum Iudaicarum ad Novum Testamentum), 2 Bände. Van Gorcum, Assen.
  - Bd. 1, 1974, ISBN 90-232-1070-0.
  - Bd. 2, 1976, ISBN 90-232-1436-6.
- Das jüdische Volk im Zeitalter des Zweiten Tempels, Neukirchener Verlag, 1978, ISBN 3-7887-0536-1
- Die Wallfahrt im Zeitalter des Zweiten Tempels. Neukirchener Verlag, Neukirchen 1981, ISBN 3-7887-0595-7.
- als Mitherausgeber: The literature of the Jewish people in the period of the second temple and the Talmud, Teil 3: The Literature of the Sages
  - Teilband 1: Oral Torah, Halakha, Mishna, Tosefta, Talmud, External Tractates. Van Gorcum, Assen 1987, ISBN 90-232-2282-2.
  - Teilband 2: Midrash and Targum; Liturgy, Poetry, Mysticism; Contracts, Inscriptions, Ancient Science and the Languages of Rabbinic Literature zusammen mit Ze'ev Safrai, Peter J. Tomson, Joshua Schwarz, Van Gorcum, Assen 2006, ISBN 90-232-4222-X.
- mit Yohanan Aharoni, Michael Avi-Yonah, Ze'ev Safrai und anderen: Carta’s Illustrated History of the Jewish People. Carta, Jerusalem 2003.
- mit Ze'ev Safrai: The Haggada of the Sages. Carta, Jerusalem 2007, ISBN 978-965-220-706-7.
- mit Michael Avi-Yonah, Ze'ev Safrai: Understanding the Maccabean Revolt 167 to 63 BCE: An Introductory Atlas. Carta, Jerusalem 2016, ISBN 978-965-220-875-0.
- mit Michael Avi-Yonah, Ze'ev Safrai: Understanding the Jewish World from Roman to Byzantine Times: Mishnah-Talmud-The Sages, An Introductory Atlas. Carta, Jerusalem 2016, ISBN 978-965-220-867-5.
- mit Ze'ev und Chana Safrai: Mishnat Eretz Yisrael. Kommentar zur Mischna, 45 Bände geplant, davon 35 publiziert, ISBN 978-965-226-431-2, ISBN 978-965-92135-1-1 teilweise online Index, teilweise online teilweise online
  - Mishnat Eretz Israel. Tractates Moed Katan and Hagiga, Bar-Ilan University Press, 2012, ISBN 978-965-226-431-2.
  - Mishnat Eretz Israel. Tractate Hala, Bar-Ilan University Press, 2016, ISBN 978-965-226-377-3.

### Wichtige Beiträge in Sammelwerken
- Destruction of the Second Temple to the Arab conquest (70–634). In: History (in der Reihe Israel Pocket Library), Band 1: Hanoch Reviv, Haïm Z'ew Hirschberg und andere: History until 1880. Keter Books, Jerusalem 1973, S. 127–170.
- Das Zeitalter der Mischna und des Talmuds (70–640). In: Haim Hillel Ben-Sasson (Hrsg.): Geschichte des jüdischen Volkes. Von den Anfängen bis zur Gegenwart. C. H. Beck, München 2. Aufl. 1981, ISBN 978-3-406-55918-1, S. 375–470.